# Лагерь в Пакрачка-Поляне
Лагерь в Пакрачка-Поляне — лагерь, созданный хорватским Министерством внутренних дел во время Войны в Хорватии в 1991 году. В лагерь отправляли сербов из Загреба и Западной Славонии, а также некоторых хорватов, где их ликвидировали. После убийств часть тел была сожжена. Лагерем руководил видный хорватский военный и политический деятель Томислав Мерчеп, член Хорватского демократического содружества. Его «эскадрон смерти» под названием «Осенние дожди» (хорв. Jesenje kiše) помимо убийств также занимался грабежами и пытками. Спустя некоторое время, контроль за лагерем перешел к военной полиции хорватской армии. О происходящем в лагере знал президент Хорватии Туджман, однако лагерь продолжал функционировать.
По данным сербской неправительственной организации «Веритас», с 11 октября 1991 года по 29 марта 1992 года в Пакрачке-Поляне и близлежащем Марино-Селе были убиты около 300 человек, в большинстве своем, сербов из Западной Славонии, а также из общин Гарешница, Кутина, Беловар и Загреб.
Хорватская общественность о лагере впервые узнала в 1997 году, когда один из членов подразделения Мерчепа Миро Байрамович дал сплитскому еженедельнику «Feral tribune» интервью, в котором описал убийства 280 человек в Госпиче и Пакрачка-Поляне и сам признался в участии в убийствах 86 человек. В 2006 году хорватское правосудие приговорило Байрамовича к 4 годам заключения.
На судебном процессе против Томислава Мерчепа количество жертв его подразделения было оценено в 43 убитых или пропавших без вести человека. 12 мая 2016 года Мерчеп был приговорен к пяти с половиной годам тюремного заключения за военные преступления против гражданских сербов.
В сербской историографии лагерь именуется «лагерем смерти».